# Хадзинотева воденица
Хадзинотевата воденица (на гръцки: Υδρόμυλος Χατζηνώντα) е историческа производствена сграда, воденица, в град Негуш, Гърция.
Зданието е забележителен пример за местната традиционна индустриална архитектура от началото на XX век и е важен свидетелство за развитието на технологиите в града.
В 1999 година воденицата е обявена за паметник на културата.